# Фамаликан (Назаре)
Фамаликан (порт. Famalicão) — район (фрегезия) в Португалии, входит в округ Лейрия. Является составной частью муниципалитета Назаре. По старому административному делению входил в провинцию Эштремадура. Входит в экономико-статистический субрегион Оэште, который входит в Центральный регион. Население составляет 616 человек на 2011 год. Занимает площадь 21,44 км².
Покровителем района считается Дева Мария (порт. Nossa Senhora da Victória).

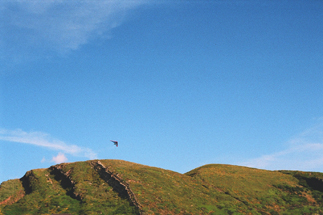